# Alsvinda
Alsvinda (også Alpsuinda, Albsuinda) (ca. 558 – ?) var en langobardisk prinsesse, datter af langobardernes konge Alboin og hans kone Klotsuinda, en datter af frankernes konge Klotar.
Alsvinda var fulgt med langobarderne fra deres hjemland i Pannonien til invasionen af Italien. Senere efter snigmordet på Alboin, tog Rosamond hende med til Ravenna sammen med Helmichis og hele den langobardiske statskasse nyligt fyldt med krigsbyttet fra invasionen af Italien. Efter Rosamond og Helmichis død, blev Alsvinda sendt til den byzantinske kejser Tiberios i Konstantinopel. Hendes videre skæbne derefter kendes ikke.